# Bitwa pod Czerkasami

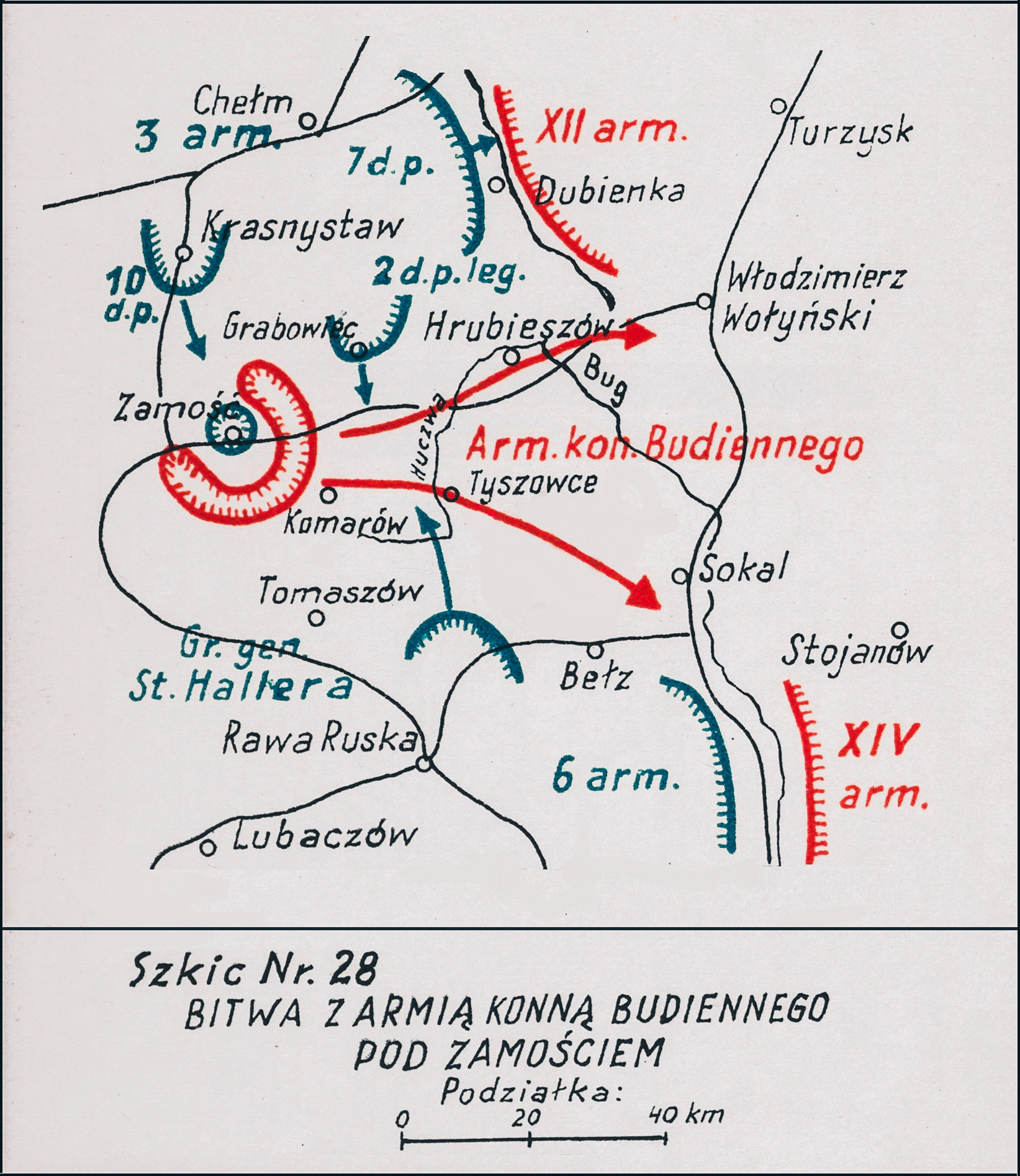
Adam Przybylski,
Wojna Polska 1918–1921

Bitwa pod Czerkasami – walki polskiej 6 Brygady Jazdy płk. Konstantego Plisowskiego z oddziałami sowieckiej 44 Dywizji Strzelców w czasie ofensywy jesiennej wojsk polskich w okresie wojny polsko-bolszewickiej.

## Geneza
Po zwycięskich walkach z 1 Armią Konną pod Zamościem i Komarowem polskie Naczelne Dowództwo zaczęło na południowym odcinku frontu przygotowania do oswobodzenia Galicji Wschodniej i Wołynia. Przed przystąpieniem do działań zaczepnych postanowiono podjąć siłami 3 Armii jeszcze jedną próbę rozbicia sowieckiej 1 Armii Konnej. Grupa gen. Stanisława Hallera, która dotychczas walczyła w okolicach Bełza, nie zdoławszy powstrzymać Budionnego od czoła, ruszyła w ślad za nim na Tyszowce i Komarów.
31 sierpnia 1 Armia Konna rozpoczęła odwrót na południowy wschód.
1 września 13 Dywizja Piechoty rozpoczęła marsz ku przeprawom na Huczwie pod Tyszowcami i Wakijowem. Przed nią na Łaszczów – Czerkasy maszerowała 1 Dywizja Jazdy płk. Juliusza Rómmla z zadaniem uchwycenia przepraw na rzece i odcięcia dróg odwrotu przeciwnikowi wypieranemu na wschód.

## Walki pod Czerkasami
Zadanie opanowania Łaszczowa i sforsowania Huczwy otrzymała 6 Brygada Jazdy płk. Konstantego Plisowskiego. O świcie 2 września do natarcia na Łaszczów ruszył 1 pułk ułanów płk. Sergiusza Zahorskiego. Dowódca pułku do ataku wysłał trzy spieszone szwadrony. Te szybko opanowały miasteczko i posuwały się groblą w kierunku dwóch, częściowo rozebranych przez Sowietów, mostów na Huczwie. Do atakujących ułanów przeciwnik otworzył ogień ze wschodniego wysokiego brzegu. Dwa polskie szwadrony zajęły stanowiska w miejscowości i osłaniały ogniem natarcie 1 szwadronu. Ten biegiem przebył groblę, most i wdarł się do Czerkas. Wycofującą się z miejscowości kolumnę sowieckich strzelców  zaatakował  szwadron techniczny pułku por. Janusza Nowaczyńskiego. Pododdział ruszył galopem przez groblę i zaatakował nieprzyjaciela szarżą. Jako pierwszy zaszarżował I pluton, z dowódcą szwadronu na czele. Wywiązała się zacięta walka, ale wejście do walki pozostałych plutonów, dowodzonych przez por. Olszanowskiego, zmusiło przeciwnika do ucieczki. Zdobyto 4 karabiny maszynowe i wzięto do niewoli około 100 jeńców.
W Łaszczowie 1 pułk ułanów zorganizował odpoczynek nocny, ubezpieczając się 4 szwadronem por. Czesława Chmielewskiego. Szwadron ubezpieczenia zajął stanowiska w Czerkasach wystawiając czaty w Żulicach i Dobużkach. Dla zwiększenia bezpieczeństwa dowódca szwadronu nakazał rozebrać most pod Żulicami. Nad ranem na Czerkasy uderzył sowiecki 2 Taraszczański pułk strzelców. 4 szwadron podjął walkę ogniową. Jego działania wspierał szwadron 12 pułku ułanów z pobliskich Podhajec. Jednak sowieckie tyraliery coraz bardziej zagrażały pozycjom ułanów.  Wtedy por. Chmielewski zdecydował się na szarżę i uderzył na lewe skrzydło nacierających czerwonoarmistów. Szarża okazała się na tyle skuteczna, że szwadron skręcił i zaatakował także centrum nieprzyjacielskiego ugrupowania. Brawurowa szarża spowodowała, że żołnierze 2 Taraszczańskiego pułku strzelców wycofali się w popłochu, a ułani ścigali piechurów do skraju lasu.

## Bilans walk
Po zdobyciu przepraw na Huczwie w Łaszczowie przez 1 Dywizję Jazdy i po opanowaniu Tyszowiec przez oddziały XXVI Brygady Piechoty wytworzyła się możliwość uderzenia na lewe skrzydło i tyły 1 Armii Konnej. Gen. Władysław Sikorski wstrzymał jednak działania grupy operacyjnej gen. Stanisława Hallera w celu uporządkowania oddziałów znajdujących się na prawym skrzydle polskiej 3 Armii.
Szarża 4 szwadronu 1 pułku ułanów spowodowała, że nieprzyjaciel stracił w walce około 150 zabitych, a szwadron zdobył 5 ckm-ów. Rannemu por. Czesławowi Chmielewskiemu, za doskonale poprowadzoną szarżę, podziękował osobiście dowódca Korpusu Jazdy płk Juliusz Rómmel.